# Боренешть (комуна)
Боренешть, Боренешті (рум. Borănești) — комуна у повіті Яломіца в Румунії. До складу комуни входять такі села (дані про населення за 2002 рік):
- Боренешть (2032 особи)
- Сінтешть (328 осіб)

Комуна розташована на відстані 47 км на північний схід від Бухареста, 61 км на захід від Слобозії, 140 км на південний захід від Галаца, 135 км на південний схід від Брашова.

## Населення
У 2009 року у комуні проживали 2786 осіб.